# Lista de jogos de videogame com personagens LGBT
A seguinte é uma lista de personagens gays, lésbicas, bissexuais e transgêneros em videogames, incluindo quaisquer outras minorias abrangidas pelo termo abrangente LGBT.

## Década de 80
Durante a década de 1980, os personagens que podem ser considerados se identificando como LGBT raramente foram mostrados em um contexto realista ou não estereotipado e muitas vezes eram objeto de ridículo ou piadas.
| Ano  | Título                  | Publicadora | Plataformas                  | Personagens                       | Orientação sexual e/ou identidade de gênero | Notas |
| ---- | ----------------------- | ----------- | ---------------------------- | --------------------------------- | ------------------------------------------- | --- |
| 1986 | Moonmist                | Infocom     |                              | Criminosa Namorada da Criminosa   | Lésbica                                     | Em 1986, a Infocom lançou o Moonmist, um mistério de aventura de texto com várias possíveis tramas aleatoriamente selecionadas. Em uma dessas tramas, o criminoso é uma artista feminina que está com ciúmes porque sua namorada é casada com um homem. Esta é a primeira instância de um personagem homossexual em um videogame.                                                 |
| 1988 | Caper in the Castro     | C.M.Ralph   |                              | Praticamente todos os personagens | Todos os gêneros                            | Em 1988, C.M.Ralph publicou "Caper in the Castro", um jogo de resolução de problemas de mistério de homossexuais e lésbicas para computadores Apple Mac, escrito na linguagem HyperCard, distribuído em quadros de avisos aéreos subterrâneos. O jogo foi posteriormente convertido em uma versão heterossexual chamada "Murder on Main Street" e publicada pela Heizer Software. |
| 1988 | Super Mario Bros. 2     | Nintendo    | NES                          | Birdo                             | Transgênero                                 | Birdo é referida como "um homem que acredita que é uma mulher" e preferencialmente seria chamada de "Birdetta", tornando-se a primeira personagem transgênero da Nintendo. |
| 1989 | Final Fight             | Capcom      | Arcades                      | Poison                            | Transgênero                                 | Poison, dependendo da região onde o jogo foi lançado, é uma mulher trans pré-operatória ou pós-operatória.[carece de fontes?] |
| 1989 | Phantasy Star II        | Sega        | Mega Drive                   | Usvestia                          | Gay                                         | Nela, um personagem chamado Usvestia ensina piano, e ensinará a técnica de piano MUSIK necessária para progredir no jogo de forma mais barata para personagens masculinos porque eles "parecem fofos". |
| 1989 | It Came from the Desert | Cinemaware  | MS-DOS, Amiga, TurboGrafx-16 | Jackie                            | Lésbica                                     | No jogo, a personagem Jackie foi relatada como lésbica por seu uso do termo "namorada", embora vários analistas digam que isso pode ser uma falsa representação do significado platônico comum entre as amigas heterossexuais. |

## Década de 90
| Ano  | Título                                       | Publicadora          | Platarformas            | Personagens                                                  | Orientação sexual e/ou identidade de gênero | Notas |
| ---- | -------------------------------------------- | -------------------- | ----------------------- | ------------------------------------------------------------ | ------------------------------------------- | --- |
| 1990 | Rise of the Dragon                           | Sierra Online        | DOS, Amiga, Sega CD     | Vários (sem nome)                                            | Gays e Transgênero                          | O jogo de aventura de Sierra Online, Rise of the Dragon, apresenta um estabelecimento chamado "Pleasure Dome", que atende a clientes gay, entre outras coisas. Um dos seus clientes é uma mulher que se apresenta como um homem que se apresenta como uma mulher. |
| 1993 | Ultima VII Part Two: Serpent Isle            | Origin Systems       | DOS                     | Mago                                                         | Bissexual                                   | Um mago bissexual proporá sexualmente o personagem do jogador, independentemente do gênero do personagem. O jogador tem a opção de aceitar ou recusar. |
| 1993 | Return of the Phantom                        | MicroProse           | MS-DOS                  | Charles                                                      | Gay                                         | Charles é gay e retratado como o diretor de teatro afeminado. Ele é um dos bons que ajuda o personagem jogável, um inspetor francês, a resolver o mistério do Fantasma da Ópera de uma vez por todas. |
| 1993 | Dracula Unleashed                            | Viacom New Media     | DOS, Sega CD, PS2, Xbox | Alfred Horner                                                | Gay                                         | Alfred Horner, co-proprietário de uma livraria é gay assumido. Esta foi a primeira vez que um personagem gay em um jogo de computador recebeu um papel de falar. |
| 1994 | EarthBound                                   | Nintendo             | SNES                    | Tony                                                         | Gay                                         | Um dos personagens apresentados é Tony, que tem atrações sutis para seu melhor amigo Jeff, de acordo com o criador do EarthBound, Shigesato Itoi. |
| 1994 | Streets of Rage 3                            | Sega                 | Mega Drive              | Ash                                                          | Gay                                         | O chefe gay masculino chamado Ash, retratado com "roupas apertadas e movimentos afeminados". Ele foi censurado em algumas versões do jogo. |
| 1995 | Chrono Trigger                               | Square               | SNES                    | Flea                                                         | Transgênero                                 | Um grande vilão chamado Flea, que era incompatível com sexo feminino e masculino. Notavelmente, Flea declarou de forma auto-referencial "Homem ou mulher, que diferença faz? O poder é bonito e eu tenho o poder". Flea também teve um papel de cameo na sequela Chrono Cross. |
| 1995 | Shannara                                     | Legend Entertainment | MS-DOS                  | Senescal                                                     | Gay                                         | Shannara, com base nos livros escritos por Terry Brooks, incluiu um personagem gay racista, o Senescal, que usava todo o púrpura. |
| 1995 | The Orion Conspiracy                         | Domark               | MS-DOS                  | Danny McCormack, Steve Kaufman                               | Gays                                        | O personagem principal, Devlin McCormack, vive em uma estação espacial onde investiga o assassinato de seu filho e pára uma invasão alienígena. Sua investigação leva-o a atravessar o submundo criminoso da estação, onde descobre que seu filho era homossexual falando com o namorado de seu filho. |
| 1995 | The Beast Within: The Gabriel Knight Mystery | Sierra On-Line       | MS-DOS                  | Baron Von Glower, Gabriel Knight, Ludwig II, Josef Dahlmeier | Gays                                        | O antagonista Baron Von Glower, que persegue o protagonista Gabriel Knight sexualmente e eventualmente o leva a ser transformado em um lobisomem. A certo ponto, Gabriel está visivelmente atraído por Von Glower e, no final do jogo, admite que ele gostava dele. O jogo também toca a homossexualidade do rei Ludwig II e no papel da parceira de Gabriel Grace Nakamura, você se encontra com Josef Dahlmeier, um especialista em Ludwig II que implica que ele também é homossexual.                                                  |
| 1996 | Bahamut Lagoon                               | Square               | SNES                    | Sendak Byuu                                                  | Gay Bissexual                               | O jogo possui um personagem de mago mais antigo, Sendak, que sugere sentimentos sexuais para o protagonista masculino, Byuu, e o jogador pode escolher se aceita ou rejeita Sendak |
| 1997 | SaGa Frontier                                | Square               | PS1                     | Asellus                                                      | Lésbica                                     | Asellus foi infundida com sangue místico que a fez ter atração por outras mulheres. |
| 1999 | Star Ocean: The Second Story                 | Enix                 | PS1                     | Claude Rena Ashton Precis                                    | Bissexuais                                  | No jogo, o jogador pode escolher jogar Claude ou Rena e pode ter um nível de amizade e romance com cada membro do partido adquirido. Se estiver usando Claude, o jogador pode ir em uma data com um membro do partido chamado Ashton. Se o jogador escolher Rena como o personagem principal, o jogador pode ir em uma data com um membro do partido chamado Precis. |
| 1999 | Persona 2: Innocent Sin                      | Atlus                | PS1, PSP                | Kurosu Jun Suou Tatsuya                                      | Gay e Bissexual                             | Kurosu Jun é gay, e é revelado através de flashbacks que ele e o personagem principal, Suou Tatsuya, trocaram presentes como crianças e prometiam estar sempre juntos. Tatsuya e Jun mantiveram esses presentes, e Tatsuya é freqüentemente visto jogando com o isqueiro que recebeu de Jun. Através das ações do jogador, Tatsuya poderia acabar em um relacionamento com um dos três interesses românticos; um deles foi o Kurosu Jun. Se Tatsuya e Jun estão em um relacionamento, eles recebem um combo de contato especial "amantes". |

## Década de 2000
| Ano  | Título                              | Publicadora    | Platarformas                                                 | Personagens                  | Orientação sexual e/ou identidade de gênero | Notas |
| ---- | ----------------------------------- | -------------- | ------------------------------------------------------------ | ---------------------------- | ------------------------------------------- | --- |
| 2000 | Final Fantasy IX                    | Square         | PS1, PC, Android                                             | Quina                        | Sem gênero, não-binário.                    | Final Fantasy IX apresenta um personagem jogável chamado Quina Quen, que pertence a uma raça sem gênero chamada Qu. Referido pelo pronome ela/ele por toda parte, a aparência bizarra do Qu é uma pequena pista sobre qualquer orientação pretendida. |
| 2000 | Resident Evil Code: Veronica        | Capcom         | PS2                                                          | Alfred Ashford               | Gay                                         | |
| 2001 | Shadow Hearts                       | Aruze          | PS2                                                          | Meiyuan                      | Gay                                         | Shadow Hearts continha um acupunturista chinês gay conhecido como Meiyuan. |
| 2001 | Metal Gear Solid 2: Sons of Liberty | Konami         | PS2                                                          | Vamp Scott Dolph             | Bissexuais                                  | Vamp é bissexual e era amante de Scott Dolph, um comandante bissexual da Marinha. |
| 2002 | Resident Evil: Dead Aim             | Capcom         | PS2                                                          | Morpheus D. Duvall           | Transgênero                                 | Resident Evil: Dead Aim tem um vilão chamado Morpheus D. Duvall, que está obcecado com a beleza e sugere uma série de cirurgias de reatribuição de gênero. Mais tarde no jogo, ele se injeta com um vírus mutagênico que o transforma em uma forma feminina, com peitos notáveis e saltos altos. |
| 2003 | The Spirit Engine                   | Desconhecido   | Desconhecido                                                 | Angelina                     | Transgênero                                 | A personagem Angelina é uma mulher que possui uma empresa de alto nível e usa um terno masculino. Embora sua identidade de gênero nunca tenha sido questionada no jogo, seu papel parecia ser um típico homem de negócios suburbano. |
| 2004 | Paper Mario: The Thous-Year Door    | Nintendo       | GameCube                                                     | Vivian                       | Transgênero                                 | Vivian é referido como ela e ele no jogo. |
| 2004 | Grand Theft Auto: San Andreas       | Rockstar       | PS2                                                          | Vários personagens           | Gays, Transgêneros e Lésbicas               | Os oficiais de polícia de San Andreas em San Fierro dirão várias coisas que se esperariam de um personagem gêmeo comicamente estereotipado, como "Solte o sabão, mel!", "Vamos lutar para a submissão!" E " Estou na sua bunda, Daisy! " Neste modelo, a homossexualidade é uma piada, ligada à inversão de gênero e usada para se divertir com a polícia, um inimigo no jogo. Existe um funcionário claramente gay que trabalha no balcão de uma loja de roupas esportivas que faz comentários flirty sobre o protagonista, CJ. Uma parcela anterior da série, o 2001 Grand Theft Auto III, tem trabalhadores da construção civil que se parecem com o membro do Village People, vestido de forma semelhante, que grita citações das músicas "Y.M.C.A." e "Na Marinha". Além disso, dois personagens femininos - Asuka e Maria - são amantes.                   |
| 2005 | Drakengard 2                        | Square Enix    | PS2                                                          | Yaha                         | Bissexual                                   | O inimigo, Yaha obteve uma beleza incrível que pode atrair todos os homens e mulheres do seu pacto, em troca da perda do "prazer" do sexo. Ele está apaixonado por seu velho amigo, Urick, que é um dos personagens jogáveis. |
| 2006 | Shin Megami Tensei: Persona 3       | Atlus          | PS2, PSP                                                     | Estudante                    | Lésbica                                     | No título de 2006 Shin Megami Tensei: Persona 3, há uma NPC estudante sem nome que tem uma intensa paixão lésbica no Mitsuru Kirijo, uma das principais personagens femininas. |
| 2007 | Mass Effect                         | EA             | Xbox 360,PS3, PS4, Xbox One, Android, iOS, PC, Windows Phone | Dr. Liara T'Soni             | Bissexual                                   | O jogador pode jogar como personagem masculino ou feminino. Em ambos os casos, existe uma opção para um romance de subtração e encontro sexual com o extraterrestre Dr. Liara T'Soni, um membro de uma raça feminina chamada asari capaz de se reproduzir com qualquer sexo de qualquer espécie. O jogo recebeu muitas críticas para a "cena do sexo", embora não fosse explícito, mostrando apenas algumas fotos breves e borradas das nádegas de Liara duas vezes em uma cena de trinta e dois. |
| 2007 | Assassin's Creed                    | Ubisoft        | PS3, Xbox 360, PC                                            | Abu'l Nuquod                 | Gay                                         | Abu'l Nuquod, um dos alvos de assassinato, está fortemente implícito em ser gay. Ele acredita que as pessoas o odeiam porque ele é "diferente", é mostrado acariciando a bochecha de um dos seus guardas do sexo masculino durante sua tirada irritada e afirma que ele não pode servir a causa de um Deus que o chama de abominação. |
| 2007 | BioShock                            | 2K Games       | PS3, Xbox 360, PS4, PC, iOS, Xbox One                        | Sander Cohen                 | Gay                                         | O insano artista Sander Cohen é gay. |
| 2008 | Fallout 3                           | Bethesda       | PS3, Xbox 360, PC                                            | Carol, Greta, Flak, Shrapnel | Lésbicas e Gays                             | Os jogadores que optam por ter um personagem feminino podem empregar os serviços de uma prostituta na cidade de Megaton. Na cidade chamada Underworld, o jogador encontra uma fêmea Ghoul chamada Carol, que é sugerida para estar em um relacionamento romântico com outra fêmea Ghoul chamada Greta. Eles aparentemente adotaram um filho chamado Gob. Embora nunca seja esclarecido se eles estiverem envolvidos romanticamente, se o jogador for um feminino, Greta avisará com zelo que o jogador fique longe de Carol. Em Rivet City, o jogador conhece Flak e Shrapnel, um par de traficantes de armas que o jogo identifica como "parceiros". Os dois dirigem uma loja e compartilham uma cama de solteiro. É apenas implícito que a natureza de seu relacionamento é romântica. Um NPC de outra cidade se refere a Flak como uma "rainha velha".        |
| 2008 | Grand Theft Auto IV                 | Rockstar       |                                                              | Bernie Crane, Anthony Prince | Gays                                        | Bernie Crane, anteriormente Florijan Kravić, um treinador de estilo de vida gay flamboyante e amigo do protagonista, Niko Bellic. Ele é um dos três sobreviventes da equipe de quinze homens de Niko que lutaram na Guerra da Bósnia. No Grand Theft Auto de 2009: The Ballad of Gay Tony, um pacote de expansão de episódios do Grand Theft Auto IV, o título Anthony "Gay Tony" Prince é gay e um amigo do protagonista, Luis Lopez. Ele também apresenta um cameo no GTA IV. |
| 2008 | Valkyria Chronicles                 |                |                                                              | Jann, Dallas                 |                                             | Há membros do esquadrão opcional, cujos perfis indicam que eles gostam de indivíduos do mesmo gênero. Por exemplo, um membro do esquadrão masculino chamado Jann tem fortes sentimentos por homens musculosos, particularmente o Largo. Ele usa maquiagem, tem uma voz efeminada e é flirty para com os homens, incluindo o personagem do jogador que é seu oficial comandante. Da mesma forma, Dallas é um membro do esquadrão feminino cujo perfil afirma que "imagina mulheres" e "odeia homens". Dallas tem uma paixão por Alicia, a heroína do jogo, e seu perfil afirma que ela ficou chateada após o casamento de Alicia até que ela se apaixonou por outro personagem principal, Rosie. O jogo também apresenta um personagem bissexual, Ted, que tem tanto "fantasia as mulheres" quanto "fantasia as habilidades potenciais dos homens" em seu perfil. |
| 2008 | Shin Megami Tensei: Persona 4       | Atlus          | PS2                                                          | Kanji Tatsumi                | Bissexual                                   | Kanji Tatsumi, um personagem jogável, expressa interesse em outro garoto e fica chocado e confuso sobre seus próprios sentimentos em relação a ele. Em um ponto posterior, o seu Shadow Self manifesta-se como uma caricatura gay excessivamente masculina e extravagante que fala sobre como ele odeia garotas e gosta de meninos e provocou-o por ser gay. Na verdade, Kanji teme ser rejeitado por ambos os sexos. Ele ainda expressa interesse em Naoto depois de descobrir seu verdadeiro gênero, embora no final de seu vínculo social, ele afirma que sua própria sombra e ele são um e o mesmo, insinuando fortemente a bissexualidade. |
| 2009 | Tales of Monkey Island              | Telltale Games | PS3, PC, Wii, iOS.                                           | Reginald Von Winslow         | Bissexual                                   | Há algumas sugestões de que o capitão Reginald Von Winslow pode ser bissexual. Ele tem um relacionamento com um Vayalcan, mas não quer revelar se a pessoa é um homem ou uma mulher. O capitão também diz algumas coisas para Guybrush Threepwood, que insinua que ele é atraído por ele. |
| 2009 | League of Legends                   | Riot Games     | PC                                                           | Neeko                        | Lésbica                                     | |
| 2009 | League of Legends                   | Riot Games     | PC                                                           | Varus                        | Gay                                         | |

## Década de 2010
| Ano  | Título                           | Publicadora                            | Platarformas                             | Personagens | Orientação sexual e/ou identidade de gênero       | Notas |
| ---- | -------------------------------- | -------------------------------------- | ---------------------------------------- | --- | ------------------------------------------------- | --- |
| 2010 | Red Dead Redemption              | Rockstar                               | PS3, Xbox 360                            | Quique Montemayor, Vicente De Santa                                                                              | Gays                                              | Quique Montemayor age e se move com flambio. Ele parece estar apaixonado pelo capitão Vicente De Santa, um personagem mais importante no jogo e um capitão no exército mexicano. De Santa parece ser bastante aberto sobre seu relacionamento com Montemayor e os personagens principais e menores fazem comentários sugestivos sobre as inclinações de De Santa, como "Ele fará muitas coisas quando os homens estiverem de joelhos", pelo protagonista. Após a morte de De Santa, outro personagem principal comenta que "muitos meninos dormirão em suas camas". |
| 2010 | Assassin's Creed: Brotherhood    | Ubisoft                                | PS3, PS4,Xbox 360, Xbox One              | Leonardo Da Vinci, Salaì                                                                                         | Gays                                              | Leonardo Da Vinci, amigo do protagonista, está implícito em ser homossexual, com base em evidências históricas semelhantes. Em uma ocasião, ele assegura a Ezio Auditore da Firenze que "As mulheres proporcionam pouca distração" Ezio responde "Eu não entendo". No conteúdo para download The Da Vinci Disappearance, Ezio parece conhecer o relacionamento historicamente romântico de Leonardo com seu pupilo Salaì, afirmando que "Você não precisa me mentir. Salaì se encaixa em você. Eu aprovo". |
| 2011 | Disgaea 4: A Promise Unforgotten | Nippon Ichi Software                   | PS3, PS Vita                             | Fenrich | Gay                                               | Em Disgaea 4: A Promise Unforgotten, Fenrich está fortemente implícito em apaixonar-se profundamente pelo personagem principal, Valvatorez. Juntos, eles fizeram uma promessa de que Fenrich serviria Valvatorez enquanto a lua brilhasse. |
| 2012 | Baldur's Gate: Enhanced Edition  | Atari                                  | PC, iOS, Android, Linux                  | Dorn Il-Khan | Bissexual                                         | |
| 2012 | Subway Surfers                   | Kiloo, SYBO Games                      | Android                                  | Yutani | Interssexual                                      | Yutani é um / uma personagem do jogo dinarmaquês, ele / ela se veste de alien, e só tem essa roupa, de acordo com os criadores, nem eles sabem o gênero de Yutani |
| 2013 | The Last of Us                   | Naughty Dog                            | PS3                                      | Bill, Frank, Ellie, Riley                                                                                        | Gays e Lésbicas                                   | O jogo PlayStation 2013 The Last of Us apresenta um personagem chamado Bill que ajuda Joel e Ellie durante sua jornada. É fortemente implícito que ele é gay e teve um parceiro chamado Frank, que mais tarde foi encontrado morto, muito para o desânimo de Bill. Uma nota deixada por Frank afirma que ele não ama mais Bill. Além disso, na história principal de The Last of Us DLC Left Behind, está implícito que Ellie tem sentimentos por Riley, culminando em um beijo entre elas perto do clímax do jogo. Os desenvolvedores Naughty Dog mais tarde confirmaram ter sentimentos românticos uma pela outra e o escritor da personagem de Ellie, Neil Druckmann, disse que a escreveu para ser gay. |
| 2014 | Assassin's Creed Rogue           | Ubisoft                                | PS3, Xbox 360                            | Harlan Cunningham, Arend Schut                                                                                   | Gays                                              | Assassin's Creed Rogue tem arquivos de voz sobre dois Assassinos: Harlan Cunningham, um ex-lutador, e seu discípulo Arend Schut, um campeão de artes marciais mistas. Depois que Harlan se juntou à Irmandade, ele encontrou Arend, que estava tendo problemas com sua carreira depois de sair. Eles se uniram sobre a homofobia que enfrentaram em seus campos originais, e se tornaram amantes. |
| 2014 | Dragon Age: Inquisition          | EA                                     | PS3, PS4,Xbox 360, Xbox One, PC          | Sera, Dorian Pavus, Iron Bull, Josephine Montiliyet, Cremisius Aclassi, Celene de Orlais, Briala e outros NPC's. | Gays, Pansexual, Bissexual, Transgênero, Lésbicas | Sera, um arqueiro eleitor feminino, é gay. Dorian Pavus é um mago macho gay cuja personalidade animada esconde um segredo familiar obscuro em relação à sua orientação sexual. O Iron Bull, um guerreiro masculino qunari é abertamente pansexual. O diplomata-chefe da Inquisição, Josephine Montiliyet, é bissexual. O jogo também apresenta o segundo personagem transgênero do BioWare, Cremisius Aclassi, que não foi feito para uma situação de piada ou como um monstro. A imperatriz Celene de Orlais, cujo potencial assassinato é um ponto de trama crítico no jogo, estava anteriormente em um relacionamento com seu espião-mestre, o duende feminino Briala.                                   |
| 2015 | The Witcher 3: Wild Hunt         | CD Projekt                             | PS4, Xbox One e PC.                      | Ciri Myslav | Bissexual Gay                                     | Em The Witcher 3: Wild Hunt, Ciri, um personagem jogável secundário, quando perguntado sobre ela sobre seus sentimentos em relação a um determinado homem, pode responder que ela prefere as mulheres, embora seja oferecido para desviar os avanços indesejados pelo homem, em vez de uma expressão de preferência. O jogo também apresenta um caçador gay, Myslav, que se encontra no prólogo. |
| 2015 | Mortal Kombat X                  | Warner Bros. Interactive Entertanmeint | PS4, Xbox One, PC, Android e iOS.        | Kung Jin | Gay                                               | No modo história, há uma conversa entre Kung Jin e Raiden, durante a qual o primeiro está apreensivo com o Shaolin aceitá-lo. Raiden o encoraja dizendo: "Eles se preocupam apenas com o que está em seu coração. Não, quem deseja seu coração". Após a especulação dos fãs da sexualidade de Kung Jin, o diretor cinematográfico do jogo confirmou que o novo kombatante é de fato gay. |
| 2015 | Life Is Strange                  | Square Enix                            | PS3, PS4,Xbox 360, Xbox One, PC          | Max Caulfield, Chloe Price                                                                                       | Bissexuais                                        | É Possível Max Caulfield e Chloe Price se relacionarem. |
| 2015 | Assassin's Creed Syndicate       | Ubisoft                                | PS4, Xbox One, PC                        | Jacob Frye, Ned Wynert                                                                                           | Bissexual e Transgênero                           | O escritor principal do Assassin's Creed Syndicate, indicou que a equipe evitou explicitamente dar a Jacob Frye, um dos dois protagonistas do jogo, um interesse de amor feminino durante o enredo principal. Ele também insinuou a ideia de que Jacob precisava "se encontrar até certo ponto" após sua breve parceria com Maxwell Roth. Isso levou a especulações sobre a sexualidade de Jacob, com o oficial Assassin's Creed Tumblr depois confirmando que o personagem era canonicamente bissexual. O jogo também tem um personagem menor chamado Ned Wynert, que é um homem trans. |
| 2016 | Overwatch & Overwatch 2 (2022)   | Blizzard                               | PS4, PS5, Xbox One, Xbox Series X/S e PC | Tracer e Emily                                                                                                   | Lésbicas                                          | Blizzard afirmou que vários dos personagens heróis de Overwatch são membros da comunidade LGBT, mas não especificaram quais.A heroína Tracer é mostrada em Reflexões webcomic de empate de Overwatch, para estar em um relacionamento romântico com um personagem feminino chamado Emily, e Tracer foi confirmado como lésbica por Michael Chu, o escritor principal de Overwatch. |
| 2016 | Overwatch & Overwatch 2 (2022)   | Blizzard                               | PS4, PS5, Xbox One, Xbox Series X/S e PC | Soldado: 76 e Vincent                                                                                            | Gays                                              | No início de 2019 foi divulgada o conto oficial "Bastet" revelando que o herói Soldado: 76 (Jack Morrison) teve um relacionamento com um jovem chamado Vincent. Posteriormente Michael Chu confirmou, através da sua conta do Twitter, que Jack e Vincent "identificam-se como gays". |
| 2016 | Overwatch & Overwatch 2 (2022)   | Blizzard                               | PS4, PS5, Xbox One, Xbox Series X/S e PC | Lifeweaver | Pansexual                                         | No anúncio oficial do personagem, a Blizzard confirmou que Lifeweaver, um botânico Tailândes, é pansexual. |
| 2016 | Overwatch & Overwatch 2 (2022)   | Blizzard                               | PS4, PS5, Xbox One, Xbox Series X/S e PC | Pharah | Lésbica                                           | No primeiro evento celebrando o mês do Orgulho de Overwatch 2, foi revelado que Pharah é lésbica. |
| 2016 | Overwatch & Overwatch 2 (2022)   | Blizzard                               | PS4, PS5, Xbox One, Xbox Series X/S e PC | Baptiste | Bissexual                                         | No primeiro evento celebrando o mês do Orgulho de Overwatch 2, foi revelado que Baptiste é bissexual. |
| 2016 | Overwatch & Overwatch 2 (2022)   | Blizzard                               | PS4, PS5, Xbox One, Xbox Series X/S e PC | Venture | Não-binário                                       | Venture é o primeiro herói transgênero não-binário do jogo e que utiliza pronomes neutros. |
| 2017 | Fire Emblem: Echoes              |                                        |                                          | Leon Kamui | Bissexual Gay                                     | Leon pergunta a Kamui se ele quer ser atingido por Leon. Leon então afirma que Kamui não é seu tipo e confessa seu amor a outro camarada masculino, Valbar. |
| 2017 | Nier:Automata                    | Square Enix                            | PS4                                      | Operator 6O 6O Unit 16D 11B                                                                                      | Lésbicas e Gays                                   | Nier: personagens de autômatos, enquanto não humanos se identificam com pronomes masculinos / femininos. O operador 6O discute sua confissão para outra unidade de operador feminino com 2B após 6O ser recusado. A unidade 16D revela que ela estava em um relacionamento com seu mentor, 11B. |
| 2017 | Mass Effect: Andromeda           | EA                                     | PS4, Xbox One, PC                        | Peebee, Vetra, Dr. Suvi Anwar, Gil Brodie, Reyes Vidal, Keri T'Vessa, Jaal                                       | Lésbicas, Gays e Bissexuais                       | Os membros do esquadrão de Andrómeda incluem dois extraterrestres pansexuais, denominados Peebee e Vetra. A oficial de ciência do navio Dr. Suvi Anwar é uma lésbica e o engenheiro do navio, Gil Brodie, é gay. Reyes Vidal e Keri T'Vessa são dois personagens bissexuais que podem ser encontrados durante o jogo. Jaal, um membro do esquadrão alienígena, foi feito bissexual após um patch pós-lançamento após o feedback da comunidade. O personagem principal, dependendo do seu gênero, pode começar um romance com qualquer um deles. |
| 2017 | Projeto Octopath Traveler        | Square Enix                            | Switch                                   | Primrose | Bissexual                                         | O Projeto Octopath Traveler, da Square Enix, tem uma personagem feminina, Primrose, com a habilidade de seduzir personagens masculinos e femininos para convocá-los para a batalha, eles também irão segui-la onde quer que vá. |

## Década de 2020
| Ano  | Título                                 | Publicadora                    | Platarformas | Personagens | Orientação sexual e/ou identidade de gênero | Notas |
| ---- | -------------------------------------- | ------------------------------ | ------------ | ----------- | ------------------------------------------- | --- |
| 2024 | Horizon Forbidden West: Burning Shores | Sony Interactive Entertainment | PS4, PS5, PC | Aloy, Seyka | Lésbicas                                    | Ao final da história, a coadjuvante Seyka declara seu amor pela protagonista Aloy, que pode ou não correspondê-lo, a depender da decisão do jogador (resultando em um beijo ou um abraço, respectivamente). A escolha não interfere no enredo. |